# Stornoway Communications
Stornoway Communications est une compagnie de production et de diffusion canadienne indépendante située à Toronto, Ontario.

## Activités

### Télévision spécialisée
- ichannel, chaîne sur les affaires sociales et publiques
- bpm:tv, chaîne sur la danse, la musique et la vie nocturne
- The Pet Network, chaîne sur les animaux domestiques

### Production
- Stornoway Productions, surtout des documentaires en profondeur
- Stornoway Films, drames et divertissement